# Galium amorginum
Galium amorginum ist eine Pflanzenart aus der Familie der Rötegewächse (Rubiaceae).

## Merkmale
Galium amorginum ist ein ausdauernder Schaft-Hemikryptophyt, der Wuchshöhen von 10 bis 30 Zentimeter erreicht. Der Stängel ist aufrecht und 2 bis 3 Millimeter dick, seine unteren Abschnitte sind meistens geknickt. Die Blätter sind (10) 20 bis 25 Millimeter groß. Teilblütenstände sind an 6 bis 9 Knoten vorhanden. Die Krone hat einen Durchmesser von 4 bis 6 Millimeter. Die Kronzipfel sind ausgebreitet.
Die Blütezeit reicht von Mai bis Juni.

## Vorkommen
Galium amorginum kommt in der Kardägäis vor. Auf Karpathos wächst sie in Phrygana und in Felsspalten in Höhenlagen von 200 bis 1000 Meter.

## Belege
- Ralf Jahn, Peter Schönfelder: Exkursionsflora für Kreta. Mit Beiträgen von Alfred Mayer und Martin Scheuerer. Eugen Ulmer, Stuttgart (Hohenheim) 1995, ISBN 3-8001-3478-0, S. 240.